# باول جونز (لاعب كرة قدم مواليد 1986)
باول جونز (بالإنجليزية: Paul Jones)‏ هو لاعب كرة قدم بريطاني في مركز حراسة المرمى، ولد في 28 يونيو 1986 في ميدستون في المملكة المتحدة. لعب مع تشارلتون أثلتيك ونادي إكزتر سيتي ونادي بورتسموث ونادي بيتربورو يونايتد ونادي كرولي تاون ونادي ليتون أورينت.

## وصلات خارجية
- بول جونز على موقع قاعدة بيانات كرة القدم.إي يو (الإنجليزية)
- بول جونز على موقع Soccerbase.com (لاعب) (الإنجليزية)